# Gorogobius nigricinctus
Gorogobius nigricinctus är en fiskart som först beskrevs av Delais, 1951.  Gorogobius nigricinctus ingår i släktet Gorogobius och familjen smörbultsfiskar. Inga underarter finns listade i Catalogue of Life.